# Национальный академический театр имени Габриэла Сундукяна
Национальный академический театр имени Габриэла Сундукяна — драматический театр в столице Армении — Ереване, основанный в 1921 году, крупнейший драматический театр Армении.

## История
Театр был основан в августе 1921 году под названием 1-й Государственный театр Армении. В 1937 году театру было присвоено имя Габриэла Сундукяна. В 1960 году театру было присвоено звание академического. 27 июня 1956 года театр был награждён орденом Трудового Красного Знамени.
В 1966 году было открыто новое здание театра (архитектор Р. Алавердян, инженер Р. Бадялян). 
Портал театр был оформлен скульптором Ара Арутюняном. С 1966 по 1976 гг. Арутюнян завершил скульптурный ансамбль театра, куда входят помимо портала памятник Г.Сундукяну и барельеф «Сирин». ( Б.Зурабов.Ара Арутюнян. Мастера советского искусства. М.1986    Театр был построен на месте существовавшего с 1930-х гг. театра с использованием некоторых частей старого здания.
В настоящее время театр носит название Национальный академический театр имени Габриэла Сундукяна.
Первые спектакли театра: «Пэпо» Г. Сундукяна (премьера состоялась 25 января 1922, режиссёр Л. Калантар), «Разбойники» (премьера 7 февраля 1922, режиссёр Л. Калантар).
Лучшие постановки театра:
- 1927 — «Хатабала» Сундукяна[3]
- 1935 — «Гроза» А. Н. Островского
- 1954 — «Дядя Багдасар» Акопа Парояна
- 1987 — «Дорогая Елена Сергеевна» Разумовская, Людмила Николаевна
- 1988 — «Встать, суд идет» Зейтунцяна
- 1999 — «Любовь под вязами» Юджин О’Нил
- 2009 — «Сорок дней Муса-Дага» Франц Верфель

## Репертуар театра

### 1920-е
1922
- «Пэпо» Сундукяна (25 января 1922) Режиссёр: Леван Калантар[2]
- «Разбойники» Шиллера (7 февраля 1922) Режиссёр: Леван Калантар
- «Потонувший колокол» Гауптмана. Режиссёр: Леван Калантар
- «На дне» М. Горького. Режиссёр: Исаак Алиханян
- «Гибель „Надежды“» Хейерманса. Режиссёр: Леван Калантар
- «Зеленый Шшугай» Артура Шницлера
- «Хозяйка гостиницы» Карло Гольдони
- «Дурак» Фульды
- «Привидения» Ибсена
- «Нора» Генрика Ибсена. Режиссёр: Ваграм Папазян
- «Вартазар» Геворкяна. Режиссёр: Леван Калантар
- «Суд» Демирчяна. Режиссёр: Леван Калантар
- «Антигона» — Софокл. Режиссёр: Леван Калантар
- «Брак поневоле» — Мольера. Режиссёр: Леван Калантар
- «Дон Жуан» — Мольера. Режиссёр: Ваграм Папазян
- «Ученик дьявола» Бернарда Шоу. Режиссёр: Ваграм Папазян

1923
- «14 июля» Сукенникова. Режиссёр: Леван Калантар
- «Отелло» Шекспира. Режиссёр: Ваграм Папазян
- «Слуга двух господ» Карло Гольдони. Режиссёр: Ваграм Папазян
- «Уриэль Акоста» Гуцкова. Режиссёр: Ваграм Папазян
- «Монна Ванна» Метерлинка. Режиссёр: Ваграм Папазян
- «Саломея» Оскара Уайльда. Режиссёр: Леван Калантар
- «Чудо святого Антония» Мориса Метерлинка. Режиссёр: Леван Калантар
- «Из-за чести» Ширванзаде. Режиссёр: Леван Калантар
- «Мнимый больной» — Мольер (Бурджалян)
- «Ревизор» Н. В. Гоголя. Режиссёр: Аршак Бурджалян
- «Укрощение строптивой». Режиссёр: Леван Калантар
- «Потоп» Бергера. Режиссёр: Капанакян

1924
- «Освобожденный Дон-Кихот» — Луначарский. Режиссёр: Аршак Бурджалян
- «Красная маска» — Луначарский. Режиссёр: Аршак Бурджалян
- «Дон Жуан»
- «Проделки Скапена» — Мольера. Режиссёр: Аршак Бурджалян
- «С утра до полуночи» Кайзера. Режиссёр: Леван Калантар
- «Храбрый Назар» Демирчяна. Режиссёр: Аршак Бурджалян
- «Тартюф» Мольера. Режиссёр: Леван Калантар
- «Гамлет» Шекспира. Режиссёр: Леван Калантар

1925
- «Анна Кристи» О’Нила. Режиссёр: А. С. Бурджалян
- «Герой поневоле» Юрина. Режиссёр: А. С. Бурджалян
- «Павел I» Мережковского. Режиссёр: А. С. Бурджалян
- «Учитель Бубус» А. М. Файко. Режиссёр: Леван Калантар
- «Собака садовника» («Собака на сене») Лопе де Вега. Режиссёр: А. С. Бурджалян

1926
- «Заговор Фиеско» Шиллера. Режиссёр: Леван Калантар
- «Яд» Луначарского. Режиссёр: Леван Калантар
- «Трильби» Ге. Режиссёр: Восканян
- «Злой дух» Ширванзаде. Режиссёр: Леван Калантар
- «Торговцы славой» Паньоль и Ни-вуа. Режиссёр: Леван Калантар
- «Мандат» Эрдмана. Режиссёр: А. С. Бурджалян
- «Венецианский купец» Шекспира. Режиссёр: А. С. Бурджалян

1927
- «Дядя Багдасар» Акопа Пароняна. Режиссёр: Леван Калантар
- «Кум Моргана» Ширванзаде. Режиссёр: А. С. Бурджалян
- «Самум» Стриндберга
- «Разоренный очаг» Сундукяна
- «Любовь Яровая» К. А. Тренёва. Режиссёр: Леван Калантар
- «Кровавая пустыня» Багдасаряна. Режиссёр: Леван Калантар
- «Пурга» Дмитрия Щеглова. Режиссёр: Леван Калантар
- «Хатабала» Сундукян. Режиссёр: Армен Гулакян
- «Рычи, Китай!» Третьякова. Режиссёр: Фрид

1928
- «Любовь под вязами» О’Нила. Режиссёры: Фрид и Гулакян
- «Разлом» Бориса Лавренёва. Режиссёры: Фрид и Гулакян
- «Мятеж» Фурманова и Поливанова. Режиссёры: Фрид и Гулакян
- «Бронепоезд 14-69» Всеволода Иванова. Режиссёр: Фрид
- «Высокочтимые попрошайки» Пароняна. Режиссёр: Гулакян
- «Трансатлантик» («Норд-ост») Щеглова. Режиссёр: Фрид

1929
- «Фриц Бауэр» — Селихова и Сац (Гулакян)
- «Ярость» — Ахумян по Яновскому (Гулакян)
- «Рельсы гудят» — Киршон (Гулакян)
- «Горе от ума» — (II акт) Грибоедов (Фрид)
- «Приговор» — Левитина (Бурджалян)
- «Пэпо» Сундукяна (Гулакян)
- «Турецкая трубка»
- «Провокатор» Вольского и Леонида Жежеленко. Режиссёр: Леван Калантар
- «Город ветров» Киршона (Р. Симонов и Гулакян)
- «Доходное место» А. Н. Островского. Режиссёр: Рубен Симонов
- «Инга» — Глебов (Гулакян)
- «Огненный мост» Ромашова (Вагаршян)

### 1930-е
- «Первая конная» — Вишневский (Гулакян)
- «У фонаря» — Никифоров и Королевич (Вагаршян)
- «Когда поют петухи» — Юрин (Шамирханян)
- «В кольце» — Вагаршян (Гулакян)

1931
- «Прорыв» — Габриелян (Гулакян)
- «Черный поезд» — Шаповаленко
- «Враг» — Ахумян (Вагаршян)
- «Темп» — Погодин (Гулакян)
- «Поэма о топоре» — Погодин (Сарян)
- «Хатидже» — Каладзе (Абашидзе)

1932
- «Нефть» — Вагаршян (Гулакян)
- «Дело чести» — Микитенко (Гулакян)
- «Страх» — (Сарян)
- «На дне» — (Гулакян)
- «Фосфорическое сияние» — Демирчян (Гулакян)

1933
- «Разгром» — по Фадееву (Вагаршян)
- «Мнимый больной» — Мольер (Бурджалян)
- «Макбет» — Шекспир (Гулакян)
- «Егор Булычов и другие» — Горький (Захава)
- «Женитьба Фигаро» — Бомарше (Гулакян)

1934
- «Интервенция» — Славин (Шамирханян)
- «Достигаев и другие» — Горький (Вагаршян)
- «Чужой ребёнок» — Шкваркин (Гулакян)
- «Наполеон Коркотян» — Демирчян (Гулакян)

1935
- «Пэпо» — Сундукян (Гулакян)
- «Шах-наме» — Джанан (Гулакян)
- «Чудесный сплав» — Киршон (Габриелян)
- «Гроза» — Островский (Гулакян)
- «Платон Кречет» — Корнейчук (Гулакян)
- «Три песни»" — Сарян (Гулакян)

1936
- «Далекое» — Афиногенов (Вартанян)
- «Мещанин во дворянстве» — Мольер (Мушегян)
- «Намус» — Ширванзаде (Сарян)

1937
- «Нора» — (Сарян)
- «Каменный гость» — Пушкин (Шамирханян)
- «Арсен» — Шаншиашвили (Журули)
- «Васса Железнова» — Горький (Вагаршян)
- «На заре» — Гулакян (Гулакян и Шамирханян)
- «Из-за хлеба» — Харазян по ром. Прошяна (Гулакян)

1938
- «Разоренный очаг» — Сундукян (Гулакян)
- «Коварство и любовь» — Шиллер (Вагаршян)
- «На дне»,
- «Беспокойная старость» — Рахманов (Вартанян)
- «Капутан» — Демирчян (Шамирханян и Га бриэлян)
- «Человек с ружьем» — Погодин (Вартанян)

1939
- «Виндзорские проказницы» — Шекспир (Габриелян)
- «Из-за хлеба» — Харазян по Прошяну (Гулакян)
- «Без вины виноватые» — (Сарян)
- «Великая дружба» — Гулакян (Шамирханян)
- «Пусть цветут розы» — Ацагорцян и Худавердян (Сарян)
- «Из-за чести» — Ширванзаде (Аджемян)

### 1940-е
- «Ревизор»
- «Хатабала» — Сундукян (Сарян)
- «Ленин в 1918 году» — Каплер и Златогорова (Вартанян)
- «Страна родная» — Демирчян (Аджемян)
- «Отелло» — Шекспир (Гулакян)
- «Клевета» — Сарян (Вартанян)
- «Нора» (Восканян)

1941
- «Высокочтимые попрошайки» — Паронян (Аджемян)
- «Рыбаки» — Гольдони (Шамирханян)
- «Профессор Мамлок» — Вольф (Шамирханян)
- «Измена» — Сумбатов-Южин (Шамирханян)
- «Месть» — Зарян (Аджемян)
- «Геворк Марзапетуни» — Качворян по Мурацану (Вартанян)

1942
- «Гамлет» — Шекспир (Бурджалян)
- «В глуши леса» — Сарян (Шамирханян)
- «Фельдмаршал Кутузов» — Соловьев (Аджемян)
- «Русские люди» — Симонов (Вартанян)
- «Фронт» — Корнейчук (Аджемян)

1943
- «Дура для других, умная для себя» — Лопе де Вега (Вартанян)
- «На вулкане» — Араксманян (Аджемян)
- «Свадьба по конкурсу» — Гольдони (Вагаршян и Эйрамджян)
- «Генерал Брусилов» — Сельвинский (Вартанян)

1944
- «Ещё одна жертва» — Сундукян (Аджемян)
- «Лодоч-ница» — Погодин (Вартанян)
- «Убитый голубь» — Нар-Дос (Вартанян)
- «Утес» — Папазян (Аджемян)

1945
- «Хатабала» — Сундукян (Гулакян)
- «Красное ожерелье» — Сагателян (Вартанян)
- «Монастырское ущелье» («Ванкадзор») — Вагаршян (Аджемян)
- «На заре» — Гулакян (Гулакян и Вартанян)
- «Страна родная» — Демирчян (Аджемян и Джанибекян)

1946
- «Бесприданница» — Островский (Джанибекян)
- «Дама-невидимка» — Кальдерон (Габриелян)
- «Далеко от Сталинграда» — Суров (Аджемян)

1947
- «Родные люди» — Кочарян (Гулакян и Джанибекян)
- «Русский вопрос» — Симонов (Вартанян)
- «Молодая гвардия» — (инсц. и пост. Аджемян)
- «На высотах» — Борян (Гулакян)

1948
- «Пэпо» — Сундукян (Гулакян)
- «Девушка Араратской долины» — Чаманов и Габриелян (Габриелян)
- «Великая сила» — Ромашов (Вартанян)
- «Глубокие корни» — Гоу и д’Юссо (Вартанян)

1949
- «Эти звезды наши» — Тер-Григорян и Карагезян (Гулакян и Вардзигулян)
- «Зеленая улица» — Суров (Шамирханян)
- «Московский характер» — Софронов (Вартанян)
- «Заговор обреченных» — Вирты (Гулакян)
- «Маскарад» — М. Ю. Лермонтова (Гулакян)
- «Чужая тень» — Симонов (Аджемян)

### 1950-е
- «Семья» — Попов (Гулакян)
- «Дерзание» — Овчинников (Вагаршян); Сталинская премия третьей степени (1952)
- «Илья Головин» — Михалков (Вартанян)
- «Чудесный клад» — Борян и Капланян (Аджемян)

1951
- «Вишнёвый сад» — А. П. Чехова (Аджемян)
- «Рассвет над Москвой» — Суров (Мариносян)
- «Живой труп» — Л. Н. Толстого (Гулакян)
- «Машенька» — Афиногенов (Гулакян)

1952
- «Егор Булычов и другие» М. Горького. Режиссёр: Борис Захава
- «Микаел Налбандян» — Араксманян и Вартанян (Аджемян)

1953
- «Король Лир» — Шекспир (Аджемян)
- «Дети солнца» — Горький (Аксенов)
- «Опытное поле» — Зарян (Аджемян)

1954
- «Любовь на рассвете» — Галан (Аджемян)
- «Не называя фамилий» — Минко (Мариносян)
- «Дядя Багдасар» — Паронян (Аджемян)

1955
- «Утес» — Папазян (возобновление Аджемяна)
- «Хачатур Абовян» — Мурадян (Калантар)
- «Собака на сене» — Лопе де Вега (Мариносян)
- «Намус» — Ширванзаде (Аджемян)
- «Ещё одна жертва» — Сундукян

1956
- «Одна» — Алешин (Капланян)

1957
- «В тихом переулке» — Мовзон (Арзуманян)
- «Доктор философии» — Нушич (Джанибекян)
- «Под одной крышей» — Борян (Аджемян)
- «Деревья умирают стоя» — Касоны (Мкртчян)

1958
- «Розы и кровь» — Араксманян (Капланян)
- «Последние гвоздики» — Тер-Григорян (Мкртчян)
- «Порок сердца» — Арутюнян (Аджемян)
- «Уриэль Акоста» — Гуцков (Папазян)

1959
- «Огонь твоей души» — Араксманян (Капланян)
- «Хаос» — Ширванзаде (автор инсц. и пост. Аджемян)

### 1960-е
- «Весенний дождь» — Тер-Григорян (В. Аджемян)
- «Третья патетическая» — Погодин (В. Аджемян)
- «В горах моё сердце» Уильяма Сарояна (В. Аджемян)
- «Идиот» — по роману Ф. Достоевского «Идиот» (Е. Казанчян, Г. Товстоногов)
- «Казар идёт на войну» — по пьесе Жоры Арутюнян

### 1970-е
- «Разбойники» Шиллера

### 1988
- «Встать, суд идет» П.Зейтунцяна Режиссер: Т.Гаспарян

## Труппа
- Гаспарян, Азат Николаевич (1971—1979)
- Саркисян, Сос Арташесович (1954—1990)
- Вардересян, Вардуи Карапетовна (с 1958)
- Арушанян, Лоренц Сулейманович (с 1964)
- Авакян, Иван Степанович (с 1924)
- Элбакян, Анна Абрамовна (с 1982)
- Маргарян, Армен Арутюнович (с 1992)
- Нерсесян,Тигран Бабкенович (с 1996)